# Austin 7 (1922)
L’Austin 7 (Austin Seven in inglese) è un'autovettura prodotta dall'Austin dal 1922 al 1939.

## Il contesto
Il modello, soprannominato Baby Austin, era un'utilitaria che diventò una delle vetture britanniche più popolari, sia in Patria che all'estero, vincendo la concorrenza di molte altre auto britanniche di fascia bassa e degli autocicli degli anni venti; l'effetto del suo lancio sul mercato britannico fu simile a quello della Ford Model T sul mercato statunitense. L'Austin 7 fu anche prodotta su licenza e copiata a livello mondiale da parte di altri marchi.
Ad esempio, il primo modello prodotto dalla BMW, la 3/15 “Dixi”, era una Austin 7 prodotta in licenza, ed un discorso simile fu anche per le prime vetture fabbricate dalla statunitense American Austin Car Company. In Francia furono costruite e vendute dalla Rosengart, mentre in Giappone il progetto dell'Austin 7 fu la base per i primi modelli della Nissan. Anche molte vetture che furono lanciate dopo la seconda guerra mondiale si basavano sull'Austin 7, come ad esempio la Lotus Mk1.
Il nome del modello era così famoso ed importante che la Austin lo riutilizzò per le prime versioni della A30 nel 1951, e per alcune versioni della Mini, che fino al 1969 erano denominate Austin Seven.
È stata la prima autovettura di massa al mondo a possedere i comandi disposti come sulla stragrande maggioranza delle automobili moderne. Infatti, prima di essa le auto avevano generalmente il pedale dell'acceleratore al centro. 

## Storia

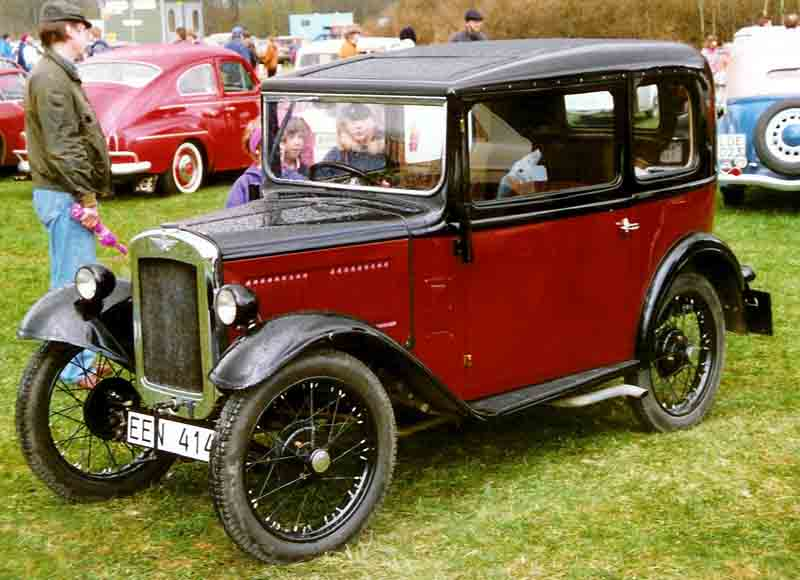
Un’Austin 7 berlina del 1931

Fino alla prima guerra mondiale l'Austin costruiva principalmente auto di grandi dimensioni, ma nel 1909 lanciò la piccola, e omonima al modello, Austin 7, che aveva un motore monocilindrico da 7 CV di potenza e che fu costruita dalla Swift di Coventry. Dopo questo modello l'Austin tornò alle vetture più grandi, ma Herbert Austin intuì che le auto di piccole dimensioni potevano essere più appetibili da parte del mercato, e propose questa idea in seno all'azienda, trovando però delle resistenze da parte dei membri del consiglio d'amministrazione, che erano preoccupati della situazione finanziaria della compagnia. Herbert Austin ebbe la meglio su di loro minacciando di offrire l'idea ad una casa automobilistica collegata all'Austin, la Wolseley, che però era anche una sua concorrente. Ebbe quindi il permesso di iniziare il progetto coadiuvato dal disegnatore Stanley Edge, che lavorò in casa sua, a Lickey Grange. Herbert Austin investì parecchio del proprio denaro nel progetto, ed in seno a questo brevettò molte innovazioni con il proprio nome. Come ritorno economico agli investimenti, ad Herbert Austin vennero pagate le royalties nella misura di 2 ghinee, cioè 2 sterline e 2 scellini per ogni esemplare di vettura venduto.
Nel primo anno di produzione vennero fabbricati quasi 2.500 esemplari, che non furono quanti ne vennero preventivati, ma in pochi anni sorpassò, come vendite, le dirette concorrenti e gli autocicli, facendo la fortuna dell'Austin. Fino al 1939, quando la produzione terminò, vennero fabbricati in totale 290.000 esemplari. Nel 1933 il modello fu oggetto di una profonda rivisitazione, che toccò le dimensioni ed il motore. Nel 1937 all'Austin 7 venne affiancata l'Austin Big 7, che aveva dimensioni e motore più grandi.

## Il telaio
L'Austin 7 era considerevolmente più piccola della Ford Model T. Il passo era solamente di 1.905 mm all'inizio e di 2.057 mm dopo la rivisitazione del 1932. La carreggiata era invece di 1.016 mm. Di conseguenza, con i suoi 360 kg, era più leggera della metà rispetto alla Model T. Per effetto del peso, sull'Austin 7 era dunque possibile montare un motore relativamente piccolo. Il propulsore del modello, infatti, aveva una cilindrata di soli 747 cm³, che permetteva l'erogazione di una potenza modesta, cioè circa 10 CV.
Il telaio aveva la forma ad “A” con il motore montato nella strettoia tra le due travi longitudinali, all'estremità anteriore. Le sospensioni posteriori erano formate da molle a balestra a quarto d'ellisse di tipo Cantilever, mentre all'avantreno l'assale rigido era accoppiato a balestre semiellittiche. I primi esemplari non avevano gli ammortizzatori. All'inizio i freni anteriori erano azionati dal freno a mano mentre quelli posteriori dal freno di servizio a pedale; solamente dal 1930 entrambi agirono sui due assi.
Lo sterzo era a vite senza fine.

## Il motore e la trasmissione

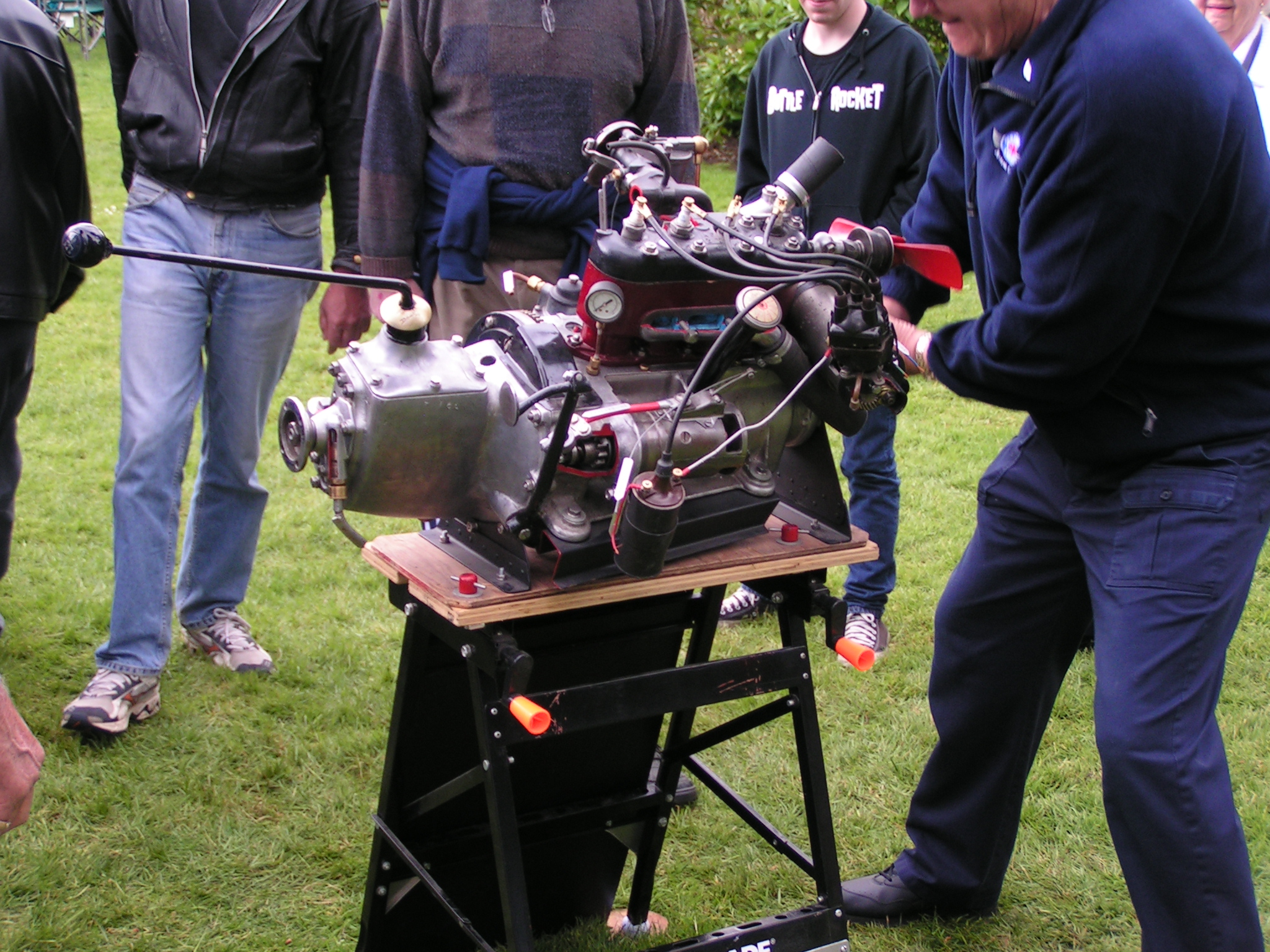
Il motore dell’Austin 7

Il motore dell'Austin 7 aveva un alesaggio di 56 mm ed una corsa di 76 mm, che portavano ad una cilindrata totale di 747 cm³. Le valvole erano laterali, mentre la configurazione era a quattro cilindri in linea. Il basamento era in alluminio, mentre il monoblocco e la testata erano in ghisa. L'albero motore, inizialmente lubrificato a sbattimento (a pressione su alcuni modelli sportivi), ruotava su due supporti di banco, divenuti tre nel 1936. Dal novembre del 1923 fu disponibile lo starter elettrico. I primi modelli utilizzavano l'impianto d'accensione a magnete, ma dal 1928 venne cambiato con uno a bobina.
Il cambio a tre rapporti più la retromarcia era in blocco con il motore e possedeva diversi rapporti di trasmissione in base alla versione a cui era installato. I quattro rapporti vennero introdotti nel 1932, e dal 1933 venne commercializzato un cambio sincronizzato per le due marce più alte, che venne esteso anche al secondo rapporto dal 1934.
Nel retrotreno era installata una coppia conica con dentatura elicoidale che possedeva rapporti compresi tra 4,4:1 e 5,6:1. Un corto albero di trasmissione andava dall'alloggiamento del differenziale al supporto dell'assale posteriore.
La Reliant usò un motore derivato da quello installato sull'Austin 7 per i suoi tricicli, prima di sviluppare un proprio propulsore in lega d'alluminio. Quest'ultimo venne utilizzato come rimpiazzo del motore dell'Austin 7 dal 750 Motor Club per le loro competizioni in Formula 750.

## L'Austin 7 Swallow

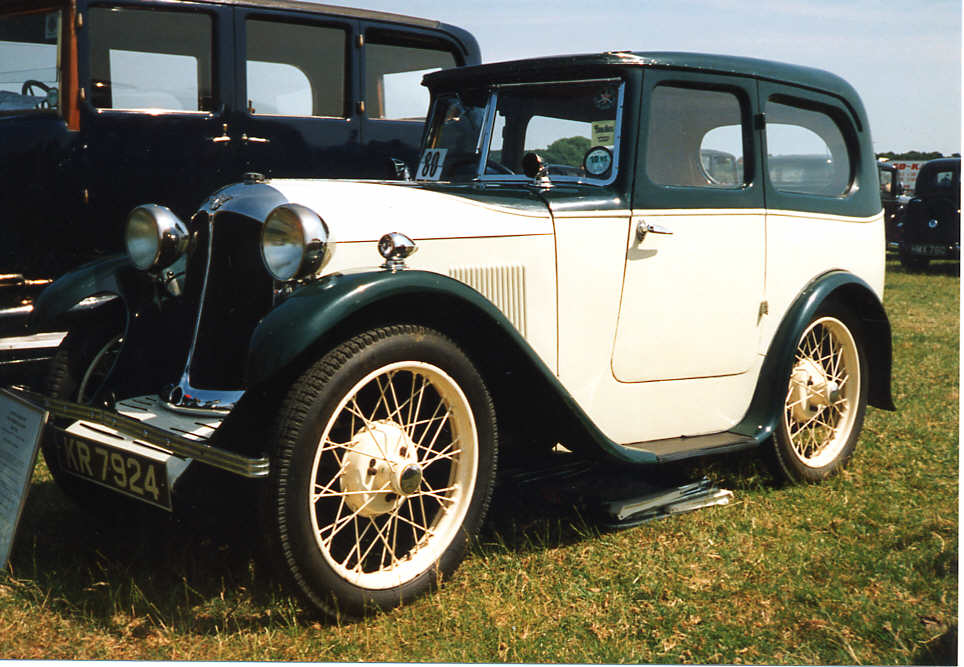
Un’Austin 7 Swallow berlina del 1931

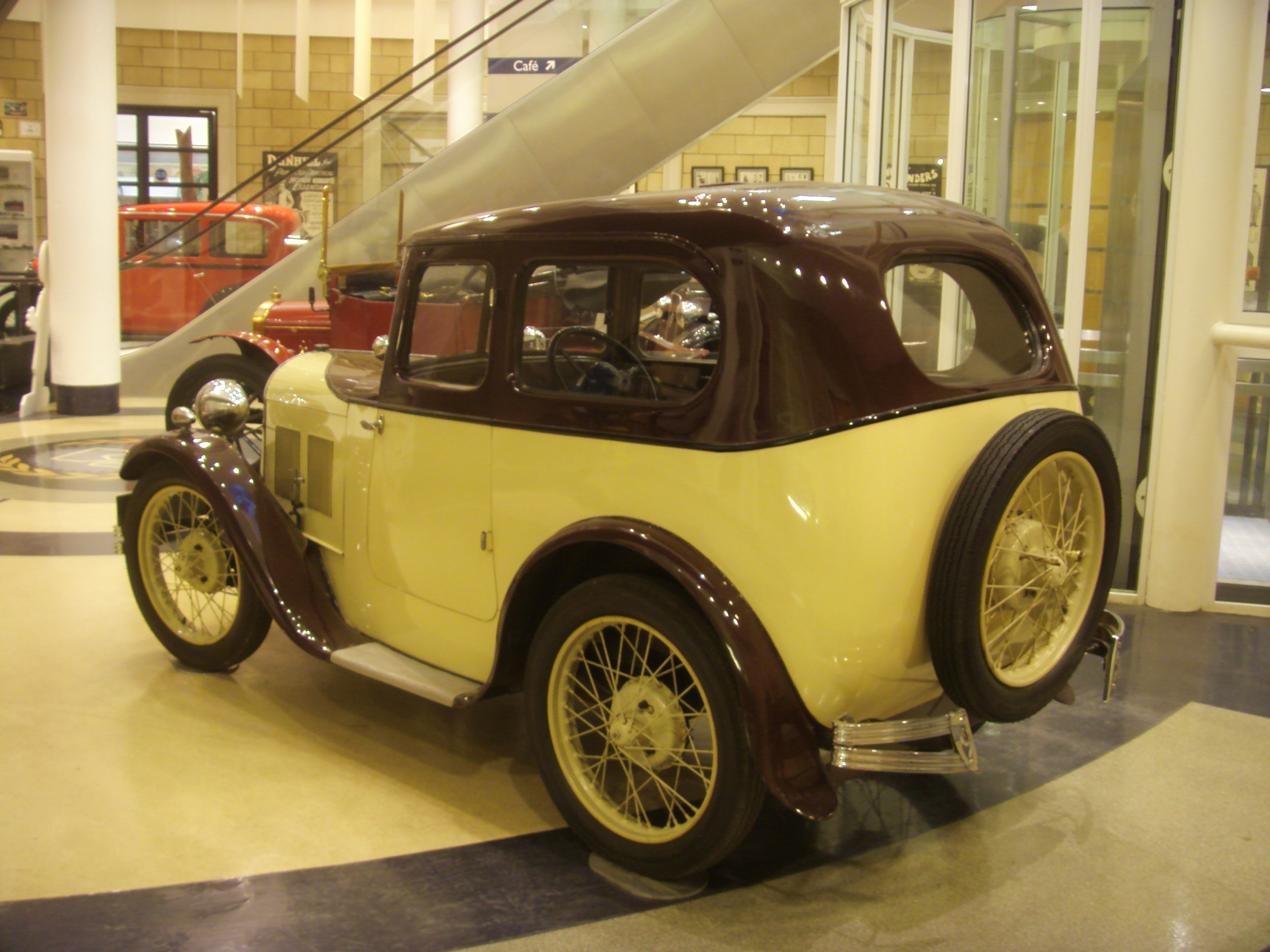
Una vista posteriore di una Austin 7 Swallow

Nel 1927, William Lyons, cofondatore della Swallow Sidecar Company (che in seguitò diventò Jaguar), vide il potenziale commerciale del lancio di una versione dell'Austin 7 con carrozzeria speciale. Lyons commissionò quindi al carrozziere Cyril Holland la produzione di una versione torpedo aperta che si basava sul modello, l’Austin 7 Swallow.
Grazie alla sua verniciatura bicolore a tinte chiare, al suo stile (che all'epoca era tipico di auto più costose) ed al basso costo (175 sterline), l’Austin 7 Swallow con carrozzeria torpedo ebbe successo, e quindi venne seguita, nel 1928, da una versione berlina.
Fino al 1932 furono costruiti circa 3.500 esemplari di Austin 7 Swallow. La produzione si interruppe quando Lyons iniziò a costruire autovetture per conto proprio con la SS.
La domanda di Austin 7 Swallow fu così elevata che Lyons fu obbligato a trasferire l'attività produttiva da Blackpool a Coventry. Questo successo contribuì all'affermazione della casa automobilistica che Lyons fondò di lì a poco.

## La produzione in licenza
Alcune versioni di Austin 7 furono costruite su licenza dal 1930 negli Stati Uniti dall'American Austin Car Company, dal 1927 in Germania dalla BMW con la 3/15 “Dixi” ed in Francia dal 1928 dalla Rosengart. Inoltre, il telaio e la meccanica vennero esportati in Giappone e Australia, a cui venne aggiunto localmente il corpo vettura ottenendo auto complete.

## L'Austin 7 a “Top Gear” ed il suo primato
Nel 2007, durante una puntata di Top Gear, Jeremy Clarkson e James May studiarono alcuni modelli di autovettura d'epoca (incluse una Ford Model T ed una De Dion-Bouton Model Q) e conclusero che l'Austin 7 fu la prima autovettura di massa a possedere i comandi disposti come sulla stragrande maggioranza delle automobili moderne. Quindi con la leva del cambio ed il freno a mano fra i due sedili anteriori, e tre pedali per frizione, freno ed acceleratore nell'ordine odierno. Il primo modello in assoluto che ebbe queste caratteristiche fu però la Cadillac Type 53.

## Le due serie e le dimensioni
L'Austin 7 venne prodotta in due serie, la prima dal 1922 al 1932, mentre la seconda dal 1933 al 1939. Le dimensioni variavano in base alla serie. La prima aveva una lunghezza di 2.870 mm ed un passo di 1.905 mm, mentre per la seconda le dimensioni erano, rispettivamente, 3.023 mm e 2.057 mm. Le vetture di entrambe le serie avevano una larghezza di 1.588 mm, mentre il telaio montato sugli esemplari della prima aveva un peso 249 kg.